# Phường 9, Tân Bình
Phường 9 là một phường thuộc quận Tân Bình, Thành phố Hồ Chí Minh, Việt Nam.
Phường 9 có diện tích 0,50 km², dân số năm 2021 là 30.245 người,  mật độ dân số đạt 60.490 người/km².